# 엄두섭
엄두섭(嚴斗夑, 1919년 4월 1일 ~ 2016년 5월 17일, 함경남도 함흥 출신) 개신교 목사. 영성가. 평양신학교 2년 수료하고 남하하여 남산에 있던 장로회신학교(현재 장로회신학대학교) 1회로 졸업했다. 1948년 대한예수교장로회(통합) 전남노회에서 목사 안수를 받고 1950년 전남 나주의 남평교회에서 목회를 시작하였다. 1979년 경기도 포천시 운악산에 개신교 수도원인 은성수도원을 창설하여 목회와 병행하다가 1989년부터는 수도원 활동에만 전념하였다. 1974년 12월 9일 은성출판사를 설립하였으며, 영성생활과 관련한 많은 저서를 남겼다. 은성수도원 가족묘에 묻혔다.